# Julie Haydon
Julie Haydon (Oak Grove, Illinois; 10 de junio de 1910-La Crosse, Wisconsin; 24 de diciembre de 1994) fue una actriz teatral, cinematográfica y televisiva estadounidense.

## Inicios. Carrera cinematográfica
Su verdadero nombre era Donatella Donaldson, y nació en Oak Grove, Illinois. Haydon empezó su carrera de actriz a los 19 años, viajando con Minnie Maddern Fiske en una gira con la obra Mrs. Bumstead Leigh. A los dos años encarnó a Ofelia en una producción de Hamlet representada en el Hollywood Playhouse. 
Poco después, en 1931, empezó a actuar en el cine. Su primer film, en el que aparecía con su nombre de nacimiento, fue The Great Meadow, un western de Johnny Mack Brown producido por MGM. En 1932 firmó contrato con RKO Pictures, llegando su primer papel de importancia ese año con The Conquerors, película dirigida por William Wellman. Su actuación más destacada tuvo lugar en la película de 1935 The Scoundrel, en la cual trabajó con Noel Coward Sin embargo, a pesar de un nuevo contrato con MGM, solo rodó unas pocas películas más en su breve carrera cinematográfica, entre ellas A Family Affair (1937), el título inicial de la serie del personaje Andy Hardy. Finalmente, Haydon se retiró del cine ese mismo año.

## Teatro
Haydon debutó en el ambiente teatral del circuito de Broadway en 1935 en la obra Bright Star, de Philip Barry, la cual tuvo únicamente siete representaciones. Su siguiente producción en Broadway, Shadow and Substance, de Paul Vincent Carroll, tuvo más éxito, manteniéndose en cartel durante 9 meses de 1938. Posteriormente, en 1939, hizo el papel de la prostituta Kitty Duval en la obra de William Saroyan ganadora de un Premio Pulitzer The Time of Your Life. Haydon fue también la primera Laura Wingfield en el estreno en 1945 de la pieza de Tennessee Williams El zoo de cristal. Su última actuación en Broadway tuvo lugar en 1947, en Our Lan'.

## Televisión
A partir de 1949 Haydon empezó a trabajar en la televisión. Así, actuó en episodios de Kraft Television Theater (1949), Armstrong Circle Theater (1950), The United States Steel Hour (1954), y Robert Montgomery Presents (1954).

## Últimos años
En 1955 Haydon se casó con el crítico teatral George Jean Nathan, fallecido en 1958. No tuvieron hijos, y la actriz no volvió a casarse. Tras la muerte de su marido, Haydon dio clases de arte dramático, y actuó en producciones teatrales comunitarias y de centros de enseñanza. Además dio conferencias basadas en libros escritos por Nathan, dos colecciones de los cuales editó Haydon. Ella también escribió ocasionales artículos en revistas referidos a los actores con los que había trabajado a lo largo de su carrera.
Haydon grabó dos álbumes para Smithsonian Folkways Recordings a principios de la década de 1960, George Jean Nathan's The New American Credo (1962) y Colette's Music Hall (L'Envers du Music-Hall): By Colette (1963).
En 1962 la actriz dejó Nueva York y volvió al Medio Oeste. Durante una década fue actriz del College of St. Teresa en Winona (Minnesota). Además, encarnó a la madre en reposiciones de la obra El zoo de cristal y, en 1980, actuó nuevamente en Nueva York, en el circuito Off-Broadway.
Julie Haydon falleció en La Crosse, Wisconsin, a causa de un cáncer. Tenía 84 años de edad. Fue enterrada junto a su marido en el Cementerio Gate of Heaven de Hawthorne, Nueva York.